# Tour de Ski 2013-2014
Navigation
2012-2013 2014-2015
La 7e édition du Tour de Ski se déroule du 28 décembre 2013 au 5 janvier 2014. Cette compétition est intégrée à la Coupe du monde 2013-2014 et est organisée par la Fédération internationale de ski. L'épreuve comprend sept étapes constituant un parcours entamé à Oberhof (Allemagne) avant de faire étape à Münstertal (Suisse), à Cortina d'Ampezzo, Toblach, et Val di Fiemme (Italie).

## Déroulement de la compétition

### Les favoris
Le recordman de victoires sur l'épreuve Dario Cologna déclare forfait pour cette édition du Tour de ski à cause d'une blessure au pied.
Les favoris annoncés sont chez les hommes Petter Northug qui est monté à trois reprises sur le podium final sans l'avoir remporté une fois mais étant un peu transparent sur le début de la saison. Méfiance toutefois du trio russe, Alexander Legkov, Maxim Vylegzhanin, Ilia Chernousov, et également des norvégiens très en vogue sur le début de saison avec Martin Johnsrud Sundby, leader de la coupe du monde 2013-2014. Des hommes en forme de ce début de saison que sont Alexey Poltoranin ou Marcus Hellner sont à surveiller. Chez les femmes, les quatre meilleures fondeuses depuis quelques années devraient se jouer la victoire. La quadruple tenante du titre Justyna Kowalczyk sera à la bataille avec les norvégiennes Therese Johaug et Marit Bjørgen ainsi que l'ancienne vainqueur Charlotte Kalla. Les outsiders à surveiller seront l'Américaine Kikkan Randall, la norvégienne Heidi Weng ou encore la russe Yulia Tchekaleva.

## Informations

### Calendrier
| Étape | Lieu                        | Date             | Épreuves                                           | Distance | Distance | Heures de départ | Heures de départ |
| Étape | Lieu                        | Date             | Épreuves                                           | Femmes   | Hommes   | Femmes           | Hommes           |
| ----- | --------------------------- | ---------------- | -------------------------------------------------- | -------- | -------- | ---------------- | ---------------- |
| 1     | Oberhof                     | 28 décembre 2013 | Prologue Style libre, départ individuel            | 2,5 km   | 3,75 km  | 14 h 00          | 15 h 15          |
| 2     | Oberhof                     | 29 décembre 2013 | Sprint skating, qualifications et finales          | 1,5 km   | 1,5 km   | 14 h 30          | 15 h 30          |
| 3     | Lenzerheide                 | 31 décembre 2013 | Sprint skating, qualifications et finales          | 1,4 km   | 1,4 km   | 14 h 45          | 14 h 45          |
| 4     | Lenzerheide                 | 1er janvier 2014 | Poursuite style classique, Départ en ligne         | 10 km    | 15 km    | 13 h 00          | 15 h 45          |
| 5     | Cortina d'Ampezzo - Toblach | 3 janvier 2014   | Style libre, départ avec handicap                  | 15 km    | 35 km    | 10 h 30          | 12 h 15          |
| 6     | Val di Fiemme               | 4 janvier 2014   | Style Classique, départ individuel                 | 5 km     | 10 km    | 11 h 00          | 15 h 45          |
| 7     | Val di Fiemme               | 5 janvier 2014   | Ascension finale style libre, départ avec handicap | 9 km     | 9 km     | 13 h 30          | 15 h 00          |

Le calendrier est modifié à cause du manque d'enneigement à Oberhof. Une seule de 1,5 km a pu être tracée et les fondeurs effectuerons deux tours chez les femmes et trois tours chez les hommes lors du prologue. La poursuite du second jour est remplacée par un sprint en skating.

### Points
Le vainqueur du classement général marque 400 points et les vainqueurs d'étapes marquent 50 points soit la moitié des points normalement attribués pour une victoire dans une étape de la Coupe du monde.
| Place  | 1   | 2   | 3   | 4   | 5   | 6   | 7   | 8   | 9   | 10  | 11 | 12 | 13 | 14 | 15 | 16 | 17 | 18 | 19 | 20 | 21 | 22 | 23 | 24 | 25 | 26 | 27 | 28 | 29 | 30 |
| ------ | --- | --- | --- | --- | --- | --- | --- | --- | --- | --- | -- | -- | -- | -- | -- | -- | -- | -- | -- | -- | -- | -- | -- | -- | -- | -- | -- | -- | -- | -- |
| Points | 400 | 320 | 240 | 200 | 180 | 160 | 144 | 128 | 116 | 104 | 96 | 88 | 80 | 72 | 64 | 60 | 56 | 52 | 48 | 44 | 40 | 36 | 32 | 28 | 24 | 20 | 16 | 12 | 8  | 4  |

| Place  | 1  | 2  | 3  | 4  | 5  | 6  | 7  | 8  | 9  | 10 | 11 | 12 | 13 | 14 | 15 | 16 | 17 | 18 | 19 | 20 | 21 | 22 | 23 | 24 | 25 | 26 | 27 | 28 | 29 | 30 |
| ------ | -- | -- | -- | -- | -- | -- | -- | -- | -- | -- | -- | -- | -- | -- | -- | -- | -- | -- | -- | -- | -- | -- | -- | -- | -- | -- | -- | -- | -- | -- |
| Points | 50 | 46 | 43 | 40 | 37 | 34 | 32 | 30 | 28 | 26 | 24 | 22 | 20 | 18 | 16 | 15 | 14 | 13 | 12 | 11 | 10 | 9  | 8  | 7  | 6  | 5  | 4  | 3  | 2  | 1  |

Il y a donc un maximum de 750 points qui peuvent être marqués si un concurrent gagne toutes les étapes et le classement général.

## Dotation
|                                       | 1.     | 2.     | 3.     | ... | 10.   | Total   |
| ------------------------------------- | ------ | ------ | ------ | --- | ----- | ------- |
| Classement général                    | 90 000 | 50 000 | 30 000 | ... | 1 500 | 442 000 |
| Classement du sprint                  | 06 000 | 03 000 | 02 000 | —   | —     | 022 000 |
| Étape                                 | 03 000 | 02 000 | 01 000 | —   | —     | 084 000 |
| Leader du Tour (sauf le dernier jour) | 01 000 | —      | —      | —   | —     | 012 000 |

Source : Fédération internationale de ski

## Classements finals

### Classement général
| Rang | Nom                    | Temps             |
| ---- | ---------------------- | ----------------- |
| 1    | Martin Johnsrud Sundby | 3 h 05 min 52 s 2 |
| 2    | Chris Jespersen        | + 36 s 0          |
| 3    | Petter Northug         | + 1 min 49 s 5    |
| 4    | Sjur Røthe             | + 1 min 55 s 7    |
| 5    | Alexander Legkov       | + 2 min 33 s 6    |
| 6    | Tord Asle Gjerdalen    | + 2 min 45 s 6    |
| 7    | Ilia Chernousov        | + 2 min 56 s 4    |
| 8    | Calle Halfvarsson      | + 3 min 06 s 5    |
| 9    | Didrik Tønseth         | + 3 min 19 s 1    |
| 10   | Martin Jakš            | + 3 min 24 s 7    |

| Rang | Nom                        | Temps             |
| ---- | -------------------------- | ----------------- |
| 1    | Therese Johaug             | 2 h 04 min 16 s 4 |
| 2    | Astrid Uhrenholdt Jacobsen | + 20 s 4          |
| 3    | Heidi Weng                 | + 2 min 50 s 4    |
| 4    | Krista Lähteenmäki         | + 2 min 56 s 1    |
| 5    | Kerttu Niskanen            | + 3 min 18 s 1    |
| 6    | Anne Kylloenen             | + 3 min 50 s 2    |
| 7    | Elizabeth Stephen          | + 4 min 02 s 4    |
| 8    | Eva Vrabcova-Nyvltova      | + 4 min 05 s 3    |
| 9    | Aino-Kaisa Saarinen        | + 4 min 18 s 5    |
| 10   | Masako Ishida              | + 4 min 44 s 0    |

### Classement des sprints
| Rang | Nom                    | Points |
| ---- | ---------------------- | ------ |
| 1    | Martin Johnsrud Sundby | 103    |
| 2    | Petter Northug         | 72     |
| 3    | Alex Harvey            | 62     |
| 4    | Calle Halfvarsson      | 59     |
| 5    | Federico Pellegrino    | 50     |

| Rang | Nom                        | Points |
| ---- | -------------------------- | ------ |
| 1    | Astrid Uhrenholdt Jacobsen | 84     |
| 2    | Ingvild Flugstad Østberg   | 59     |
| 3    | Therese Johaug             | 57     |
| 4    | Denise Herrmann            | 51     |
| 5    | Hanna Erikson              | 49     |

## Détail des étapes

### Étape 1
28 décembre 2013 - Oberhof - Départ en ligne, style classique : 1,5 km à parcourir 2 fois pour les femmes et 3 pour les hommes.

#### Hommes
| Pos | Nom                    | Temps      |
| --- | ---------------------- | ---------- |
| 1   | Alex Harvey            | 9 min 03 s |
| 2   | Devon Kershaw          | + 4.1 s    |
| 3   | Chris Andre Jespersen  | + 10.2 s   |
| 4   | Ilia Chernousov        | + 13.4 s   |
| 5   | Robin Duvillard        | + 13.8 s   |
| 6   | Martin Johnsrud Sundby | + 14.4 s   |
| 7   | Jens Eriksson          | + 15.5 s   |
| 8   | Sami Jauhojaervi       | + 15.7 s   |
| 9   | Finn Haagen Krogh      | + 16.6 s   |
| 10  | Aivar Rehemaa          | + 16.8 s   |

| Pos | Nom                   | Temps      |
| --- | --------------------- | ---------- |
| 1   | Alex Harvey           | 8 min 48 s |
| 2   | Devon Kershaw         | + 9 s      |
| 3   | Chris Andre Jespersen | + 20 s     |
| 4   | Ilia Chernousov       | + 28 s     |
| 5   | Robin Duvillard       | + 28 s     |

| Pos | Nom | Temps |
| --- | --- | ----- |
| 1   |     |       |
| 2   |     |       |
| 3   |     |       |

#### Femmes
| Pos | Nom                        | Temps      |
| --- | -------------------------- | ---------- |
| 1   | Marit Bjørgen              | 6 min 34 s |
| 2   | Astrid Uhrenholdt Jacobsen | + 1.9 s    |
| 3   | Sylwia Jaskowiec           | + 7.0 s    |
| 4   | Denise Herrmann            | + 8.4 s    |
| 5   | Jessica Diggins            | + 9.2 s    |
| 6   | Anne Kyllönen              | + 9.5 s    |
| 7   | Aino-Kaisa Saarinen        | + 9.7 s    |
| 8   | Alenka Cebasek             | + 10.7 s   |
| 9   | Sophie Caldwell            | + 11.8 s   |
| 10  | Kerttu Niskanen            | + 12.0 s   |

| Pos | Nom                        | Temps      |
| --- | -------------------------- | ---------- |
| 1   | Marit Bjørgen              | 6 min 19 s |
| 2   | Astrid Uhrenholdt Jacobsen | + 4        |
| 3   | Sylwia Jaskowiec           | + 15 s     |
| 4   | Denise Herrmann            | + 21 s     |
| 5   | Jessica Diggins            | + 21 s     |

| Pos | Nom | Temps |
| --- | --- | ----- |
| 1   |     |       |
| 2   |     |       |
| 3   |     |       |

### Étape 2
29 décembre 2013 - Oberhof - Sprint style libre : 1,5 km pour les hommes et les femmes

#### Hommes
| Pos | Nom                    | Temps                |
| --- | ---------------------- | -------------------- |
| 1   | Calle Halfvarsson      | 3 min 08 s 61        |
| 2   | Federico Pellegrino    | + 0 s 30             |
| 3   | Martin Johnsrud Sundby | + 1 s 81             |
| 4   | Jens Eriksson          | + 5 s 51             |
| 5   | Josef Wenzl            | + 8 s 64             |
| 6   | Petter Northug         | + 32 s 30            |
| 7   | Sebastian Eisenlauer   | 3 min 03 s 16 (1/2F) |
| 8   | Evgeniy Belov          | 3 min 04 s 23 (1/2F) |
| 9   | Alexander Legkov       | 3 min 03 s 19 (1/2F) |
| 10  | Andrew Newell          | 3 min 04 s 57 (1/2F) |

| Pos | Nom                    | Temps         |
| --- | ---------------------- | ------------- |
| 1   | Alex Harvey            | 11 min 26 s 1 |
| 2   | Calle Halfvarsson      | + 20 s 2      |
| 3   | Devon Kershaw          | + 21 s 8      |
| 4   | Jens Eriksson          | + 21 s 9      |
| 5   | Martin Johnsrud Sundby | + 26 s 8      |

| Pos | Nom                 | Temps |
| --- | ------------------- | ----- |
| 1   | Calle Halfvarsson   | 30    |
| 2   | Federico Pellegrino | 27    |
| 3   | Alex Harvey         | 27    |

#### Femmes
| Pos | Nom                      | Temps                |
| --- | ------------------------ | -------------------- |
| 1   | Hanna Erikson            | 3 min 25 s 69        |
| 2   | Denise Herrmann          | + 0 s 79             |
| 3   | Ingvild Flugstad Østberg | + 4 s 32             |
| 4   | Nicole Fessel            | + 4 s 40             |
| 5   | Marit Bjørgen            | + 4 s 80             |
| 6   | Lucia Anger              | + 9 s 34             |
| 7   | Therese Johaug           | 3 min 29 s 69 (1/2F) |
| 8   | Anne Kylloenen           | 3 min 31 s 38 (1/2F) |
| 9   | Gaia Vuerich             | 3 min 41 s 45 (1/2F) |
| 10  | Hanna Holb               | 3 min 26 s 07 (1/2F) |

| Pos | Nom                        | Temps       |
| --- | -------------------------- | ----------- |
| 1   | Marit Bjørgen              | 9 min 8 s 7 |
| 2   | Denise Herrmann            | + 18 s 7    |
| 3   | Ingvild Flugstad Østberg   | + 25 s 8    |
| 4   | Astrid Uhrenholdt Jacobsen | + 29 s 0    |
| 5   | Anne Kylloenen             | + 34 s 3    |

| Pos | Nom             | Temps |
| --- | --------------- | ----- |
| 1   | Marit Bjørgen   | 37    |
| 2   | Hanna Erikson   | 30    |
| 3   | Denise Herrmann | 27    |

### Étape 3
31 décembre 2013 - Lenzerheide - Sprint style libre, 1,5 km pour les hommes et les femmes

#### Hommes
| Pos | Nom                    | Temps                |
| --- | ---------------------- | -------------------- |
| 1   | Simeon Hamilton        | 2 min 37 s 02        |
| 2   | Alex Harvey            | + 0 s 32             |
| 3   | Martin Johnsrud Sundby | + 0 s 74             |
| 4   | Federico Pellegrino    | + 0 s 94             |
| 5   | Finn Haagen Krogh      | + 1 s 61             |
| 6   | Calle Halfvarsson      | + 2 s 95             |
| 7   | Petter Northug         | 2 min 38 s 81 (1/2F) |
| 8   | Andrew Newell          | 2 min 39 s 04 (1/2F) |
| 9   | Ilia Chernousov        | 2 min 39 s 59 (1/2F) |
| 10  | Tim Tscharnke          | 2 min 40 s 94        |

| Pos | Nom                    | Temps         |
| --- | ---------------------- | ------------- |
| 1   | Alex Harvey            | 13 min 38 s 3 |
| 2   | Calle Halfvarsson      | + 22 s 7      |
| 3   | Martin Johnsrud Sundby | + 27 s 0      |
| 4   | Petter Northug         | + 43 s 7      |
| 5   | Jens Eriksson          | + 44 s 3      |

| Pos | Nom                 | Temps |
| --- | ------------------- | ----- |
| 1   | Alex Harvey         | 54    |
| 2   | Calle Halfvarsson   | 51    |
| 3   | Federico Pellegrino | 50    |

#### Femmes
| Pos | Nom                        | Temps                |
| --- | -------------------------- | -------------------- |
| 1   | Ingvild Flugstad Østberg   | 2 min 58 s 00        |
| 2   | Astrid Uhrenholdt Jacobsen | + 0 s 14             |
| 3   | Denise Herrmann            | + 0 s 82             |
| 4   | Laurien Van Der Graaff     | + 2 s 60             |
| 5   | Hanna Kolb                 | + 4 s 15             |
| 6   | Sophie Caldwell            | +6 s 81              |
| 7   | Anne Kylloenen             | 3 min 02 s 64 (1/2F) |
| 8   | Hanna Erikson              | 3 min 02 s 94 (1/2F) |
| 9   | Aurore Jéan                | 3 min 00 s 47 (1/2F) |
| 10  | Gaia Vuerich               | 3 min 03 s 80 (1/2F) |

| Pos | Nom                        | Temps         |
| --- | -------------------------- | ------------- |
| 1   | Ingvild Flugstad Østberg   | 11 min 57 s 4 |
| 2   | Marit Bjørgen              | + 2 s 0       |
| 3   | Denise Herrmann            | + 2 s 3       |
| 4   | Astrid Uhrenholdt Jacobsen | + 9 s 0       |
| 5   | Anne Kylloenen             | + 23 s 2      |

| Pos | Nom                      | Temps |
| --- | ------------------------ | ----- |
| 1   | Ingvild Flugstad Østberg | 54    |
| 2   | Denise Herrmann          | 51    |
| 3   | Hanna Erikson            | 45    |

### Étape 4
1er janvier 2014 - Lenzerheide - Départ en ligne en style classique, 15 km pour les hommes et 10 km pour les femmes

#### Hommes
| Pos | Nom                  | Temps         |
| --- | -------------------- | ------------- |
| 1   | Alexey Poltoranin    | 34 min 28 s 1 |
| 2   | Hannes Dotzler       | + 0 s 6       |
| 3   | Stanislav Voljentsev | + 1 s 0       |
| 4   | Thomas Bing          | + 1 s 1       |
| 5   | Daniel Richardsson   | + 4 s 0       |
| 6   | Sami Jauhojaervi     | + 4 s 0       |
| 7   | Jens Filbrich        | + 6 s 9       |
| 8   | Sergey Turyshev      | + 7 s 9       |
| 9   | Sjur Røthe           | + 7 s 9       |
| 10  | Ilia Chernousov      | + 8 s 9       |

| Pos | Nom                    | Temps         |
| --- | ---------------------- | ------------- |
| 1   | Martin Johnsrud Sundby | 48 min 13 s 6 |
| 2   | Calle Halfvarsson      | + 31 s 7      |
| 3   | Alex Harvey            | + 35 s 3      |
| 4   | Petter Northug         | + 37 s 3      |
| 5   | Ilia Chernousov        | + 43 s 2      |

| Pos | Nom                    | Temps |
| --- | ---------------------- | ----- |
| 1   | Martin Johnsrud Sundby | 78    |
| 2   | Calle Halfvarsson      | 59    |
| 3   | Alex Harvey            | 57    |

#### Femmes
| Pos | Nom                        | Temps         |
| --- | -------------------------- | ------------- |
| 1   | Kerttu Niskanen            | 26 min 27 s 4 |
| 2   | Astrid Uhrenholdt Jacobsen | + 0 s 4       |
| 3   | Therese Johaug             | + 1 s 1       |
| 4   | Heidi Weng                 | + 1 s 9       |
| 5   | Aino-Kaisa Saarinen        | + 2 s 5       |
| 6   | Anne Kylloenen             | + 23 s 9      |
| 7   | Eva Vrabcova-Nyvltova      | + 24 s 5      |
| 8   | Olga Kuziukova             | + 25 s 1      |
| 9   | Hanna Erikson              | + 25 s 8      |
| 10  | Ingvild Flugstad Østberg   | + 29 s 08     |

| Pos | Nom                        | Temps         |
| --- | -------------------------- | ------------- |
| 1   | Astrid Uhrenholdt Jacobsen | 38 min 14 s 2 |
| 2   | Ingvild Flugstad Østberg   | + 35 s 4      |
| 3   | Kerttu Niskanen            | + 36 s 8      |
| 4   | Therese Johaug             | + 44 s 7      |
| 5   | Aino-Kaisa Saarinen        | + 54 s 0      |

| Pos | Nom                        | Temps |
| --- | -------------------------- | ----- |
| 1   | Ingvild Flugstad Østberg   | 59    |
| 2   | Astrid Uhrenholdt Jacobsen | 59    |
| 3   | Denise Erikson             | 51    |

### Étape 5
3 janvier 2014 - Cortina d'Ampezzo

#### Hommes
| Pos | Nom                    | Temps             |
| --- | ---------------------- | ----------------- |
| 1   | Martin Johnsrud Sundby | 1 h 20 min 18 s 7 |
| 2   | Petter Northug         | + 58 s 2          |
| 3   | Alex Harvey            | + 58 s 7          |
| 4   | Calle Halfvarsson      | + 59 s 0          |
| 5   | Alexander Legkov       | + 59 s 7          |
| 6   | Johannes Dürr          | + 1 min 00 s 2    |
| 7   | Chris Jespersen        | + 1 min 00 s 5    |
| 8   | Ilia Chernousov        | + 1 min 03 s 5    |
| 9   | Ville Nousiainen       | + 1 min 55 s 4    |
| 10  | Tord Asle Gjerdalen    | + 1 min 55 s 6    |

| Pos | Nom                    | Temps             |
| --- | ---------------------- | ----------------- |
| 1   | Martin Johnsrud Sundby | 2 h 08 min 17 s 3 |
| 2   | Petter Northug         | + 1 min 03 s 2    |
| 3   | Alex Harvey            | + 1 min 08 s 7    |
| 2   | Calle Halfvarsson      | + 1 min 14 s 0    |
| 5   | Alexander Legkov       | + 1 min 14 s 7    |

| Pos | Nom                    | Temps |
| --- | ---------------------- | ----- |
| 1   | Martin Johnsrud Sundby | 93    |
| 2   | Alex Harvey            | 62    |
| 3   | Calle Halfvarsson      | 59    |

#### Femmes
| Pos | Nom                        | Temps          |
| --- | -------------------------- | -------------- |
| 1   | Astrid Uhrenholdt Jacobsen | 37 min 30 s 3  |
| 2   | Therese Johaug             | + 38 s 7       |
| 3   | Anne Kylloenen             | + 1 min 12 s 2 |
| 4   | Kerttu Niskanen            | + 1 min 22 s 5 |
| 5   | Krista Lähteenmäki         | + 1 min 31 s 7 |
| 6   | Eva Vrabcova-Nyvltova      | + 1 min 31 s 7 |
| 7   | Aurore Jéan                | + 1 min 32 s 0 |
| 8   | Heidi Weng                 | + 1 min 32 s 3 |
| 9   | Aino-Kaisa Saarinen        | + 2 min 19 s 2 |
| 10  | Sara Lindborg              | + 2 min 20 s 6 |

| Pos | Nom                        | Temps             |
| --- | -------------------------- | ----------------- |
| 1   | Astrid Uhrenholdt Jacobsen | 1 h 15 min 29 s 5 |
| 2   | Therese Johaug             | + 43 s 7          |
| 3   | Anne Kylloenen             | + 1 min 22 s 2    |
| 4   | Kerttu Niskanen            | + 1 min 37 s 5    |
| 5   | Krista Lähteenmäki         | + 1 min 46 s 7    |

| Pos | Nom                        | Temps |
| --- | -------------------------- | ----- |
| 1   | Astrid Uhrenholdt Jacobsen | 74    |
| 2   | Therese Johaug             | 42    |
| 3   | Kerttu Niskanen            | 38    |

### Étape 6
4 janvier 2013 - Val di Fiemme

#### Hommes
| Pos | Nom                    | Temps         |
| --- | ---------------------- | ------------- |
| 1   | Petter Northug         | 24 min 45 s 6 |
| 2   | Martin Johnsrud Sundby | + 9 s 7       |
| 3   | Chris Jespersen        | + 16 s 0      |
| 4   | Sjur Røthe             | + 29 s 0      |
| 5   | Alex Harvey            | + 35 s 5      |
| 6   | Hannes Dotzler         | + 38 s 0      |
| 7   | Didrik Tønseth         | + 44 s 3      |
| 8   | Johannes Dürr          | + 45 s 3      |
| 9   | Matti Heikkinen        | + 49 s 6      |
| 10  | Ilia Chernousov        | + 50 s 2      |

| Pos | Nom                    | Temps             |
| --- | ---------------------- | ----------------- |
| 1   | Martin Johnsrud Sundby | 2 h 33 min 02 s 6 |
| 2   | Petter Northug         | + 48 s 5          |
| 3   | Chris Jespersen        | + 1 min 26 s 8    |
| 4   | Alex Harvey            | + 1 min 44 s 5    |
| 5   | Johannes Dürr          | + 2 min 00 s 8    |

| Pos | Nom                    | Temps |
| --- | ---------------------- | ----- |
| 1   | Martin Johnsrud Sundby | 103   |
| 2   | Petter Northug         | 72    |
| 3   | Alex Harvey            | 62    |

#### Femmes
| Pos | Nom                        | Temps         |
| --- | -------------------------- | ------------- |
| 1   | Therese Johaug             | 13 min 58 s 4 |
| 2   | Astrid Uhrenholdt Jacobsen | + 14 s 9      |
| 3   | Anne Kylloenen             | + 19 s 2      |
| 4   | Kerttu Niskanen            | + 19 s 7      |
| 5   | Krista Lähteenmäki         | + 21 s 4      |
| 6   | Heidi Weng                 | + 22 s 9      |
| 7   | Aino-Kaisa Saarinen        | + 23 s 3      |
| 8   | Masako Ishida              | + 25 s 8      |
| 9   | Sara Lindborg              | + 30 s 0      |
| 10  | Jessica Diggins            | + 30 s 3      |

| Pos | Nom                        | Temps             |
| --- | -------------------------- | ----------------- |
| 1   | Astrid Uhrenholdt Jacobsen | 1 h 29 min 32 s 8 |
| 2   | Therese Johaug             | + 23 s 8          |
| 3   | Anne Kylloenen             | + 1 min 31 s 5    |
| 4   | Kerttu Niskanen            | + 1 min 52 s 3    |
| 5   | Krista Lähteenmäki         | + 2 min 03 s 2    |

| Pos | Nom                        | Temps |
| --- | -------------------------- | ----- |
| 1   | Astrid Uhrenholdt Jacobsen | 84    |
| 2   | Therese Johaug             | 57    |
| 3   | Anne Kylloenen             | 43    |

### Étape 7
5 janvier 2014 - Val di Fiemme

#### Hommes
| Pos | Nom                 | Temps         |
| --- | ------------------- | ------------- |
| 1   | Johannes Dürr       | 31 min 54 s 7 |
| 2   | Chris Jespersen     | + 4 s 1       |
| 3   | Sjur Røthe          | + 10 s 5      |
| 4   | Ivan Babikov        | + 19 s 4      |
| 5   | Robin Duvillard     | + 20 s 0      |
| 6   | Niklas Dyrhaug      | + 23 s 8      |
| 7   | Giorgio Di Centa    | + 27 s 0      |
| 8   | Tord Asle Gjerdalen | + 31 s 7      |
| 9   | Andrew Musgrave     | + 32 s 2      |
| 10  | Sami Jauhojaervi    | + 37 s 8      |

| Pos | Nom                    | Temps             |
| --- | ---------------------- | ----------------- |
| 1   | Martin Johnsrud Sundby | 3 h 05 min 52 s 2 |
| 2   | Chris Jespersen        | + 36 s 0          |
| 3   | Johannes Dürr          | + 1 min 05 s 9    |
| 4   | Petter Northug         | + 1 min 49 s 5    |
| 5   | Sjur Røthe             | + 1 min 55 s 7    |

| Pos | Nom                    | Temps |
| --- | ---------------------- | ----- |
| 1   | Martin Johnsrud Sundby | 103   |
| 2   | Petter Northug         | 72    |
| 3   | Alex Harvey            | 62    |

#### Femmes
| Pos | Nom                        | Temps          |
| --- | -------------------------- | -------------- |
| 1   | Therese Johaug             | 34 min 19 s 8  |
| 2   | Astrid Uhrenholdt Jacobsen | + 44 s 2       |
| 3   | Elizabeth Stephen          | + 58 s 7       |
| 4   | Heidi Weng                 | + 1 min 08 s 9 |
| 5   | Masako Ishida              | + 1 min 14 s 9 |
| 6   | Krista Lähteenmäki         | + 1 min 16 s 7 |
| 7   | Katrin Zeller              | + 1 min 45 s 8 |
| 8   | Kerttu Niskanen            | + 1 min 49 s 6 |
| 9   | Aino-Kaisa Saarinen        | + 1 min 49 s 7 |
| 10  | Maria Rydqvist             | + 1 min 50 s 4 |

| Pos | Nom                        | Temps             |
| --- | -------------------------- | ----------------- |
| 1   | Therese Johaug             | 2 h 04 min 16 s 4 |
| 2   | Astrid Uhrenholdt Jacobsen | + 20 s 4          |
| 3   | Heidi Weng                 | + 2 min 50 s 4    |
| 4   | Krista Lähteenmäki         | + 2 min 56 s 1    |
| 5   | Kerttu Niskanen            | + 3 min 18 s 1    |

| Pos | Nom                        | Temps |
| --- | -------------------------- | ----- |
| 1   | Astrid Uhrenholdt Jacobsen | 84    |
| 2   | Therese Johaug             | 57    |
| 3   | Anne Kylloenen             | 43    |